# 778
778（七百七十八、ななひゃくななじゅうはち）は自然数、また整数において、777の次で779の前の数である。

## 性質
- 778は合成数であり、約数は 1, 2, 389, 778 である。
  - 約数の和は1170。
- 778 = 2 × 389
  - 234番目の半素数である。1つ前は771、次は779。
  - 7 + 7 + 8 = 2 + 3 + 8 + 9 より40番目のスミス数である。1つ前は762、次は825。(オンライン整数列大辞典の数列 A006753)
- 各位の和が22になる8番目の数である。1つ前は769、次は787。
- 778 = 72 + 272
  - 異なる2つの平方数の和で表せる230番目の数である。1つ前は776、次は785。(オンライン整数列大辞典の数列 A004431)
- 778 = 32 + 122 + 252 = 92 + 112 + 242 = 92 + 162 + 212
  - 3つの平方数の和3通りで表せる113番目の数である。1つ前は762、次は785。(オンライン整数列大辞典の数列 A025323)
  - 異なる3つの平方数の和3通りで表せる87番目の数である。1つ前は762、次は785。(オンライン整数列大辞典の数列 A025341)
- n = 778 のとき n と n − 1 を並べた数を作ると素数になる。n と n − 1 を並べた数が素数になる85番目の数である。1つ前は774、次は804。(オンライン整数列大辞典の数列 A054211)

## その他 778 に関連すること
- S7航空778便着陸失敗事故
- 778 × 10−3 = 0.778 は常用対数 log106 の近似値である。(オンライン整数列大辞典の数列 A153496)